# Yoshinori Furube
Yoshinori Furube (jap. 古邊 芳昇 Furube Yoshinori; ur. 9 grudnia 1970) – japoński piłkarz występujący na pozycji obrońcy.

## Kariera klubowa
Od 1993 do 2001 roku występował w klubach Kagawa Shiun, Avispa Fukuoka, FC Tokyo i Sagawa Express Tokyo.